# World2Fly
World2Fly é uma companhia aérea predominantemente charter, espanhola pese embora com filial portuguesa, fundada em 19.06.2020, propriedade do Grupo Iberostar, com importantes atividades de gestão de Resorts nas Caraíbas. Tem a sua sede administrativa e executiva na cidade de Palma de Maiorca, comercializando charters entre a península Ibérica e a America Central. As participações anteriores incluiram outra companhia aérea, a Iberworld. 
Os seus destinos incluem Punta Cana, Cancún, Varadero e La Habana.
A subsidiária portuguesa, opera sob a designação social de World2Fly Portugal, com atividades idênticas mas focada no mercado emissor português.

## Destinos
| País                 | Cidade                     | Aeroporto                                  | Notas         | Refs   |
| -------------------- | -------------------------- | ------------------------------------------ | ------------- | ------ |
| Cuba                 | A Havana                   | Aeroporto Internacional José Martí         |               | [ 4 ]  |
| República Checa      | Praga                      | Aeroporto de Praga Václav Havel            | Sazonal       |        |
| República Dominicana | Punta Cana                 | Aeroporto Internacional de Punta Cana      |               | [ 5 ]  |
| República Dominicana | Santiago de los Caballeros | Aeroporto Internacional do Cibao           |               | [ 6 ]  |
| República Dominicana | Santo Domingo              | Aeroporto Internacional Las Américas       |               | [ 7 ]  |
| México               | Cancún                     | Aeroporto Internacional de Cancún          |               | [ 8 ]  |
| Eslováquia           | Bratislava                 | Aeroporto de Bratislava-M. R. Štefánik     | Sazonal       |        |
| Espanha              | Madrid                     | Aeroporto Adolfo Suárez Madrid–Barajas     | Hub           |        |
| Tanzânia             | Zanzibar                   | Aeroporto Internacional Abeid Amani Karume | Sazonal       | [ 9 ]  |
| Estados Unidos       | Orlando                    | Aeroporto Internacional Orlando Sanford    | Foi terminado | [ 10 ] |

## Frota

### Frota atual

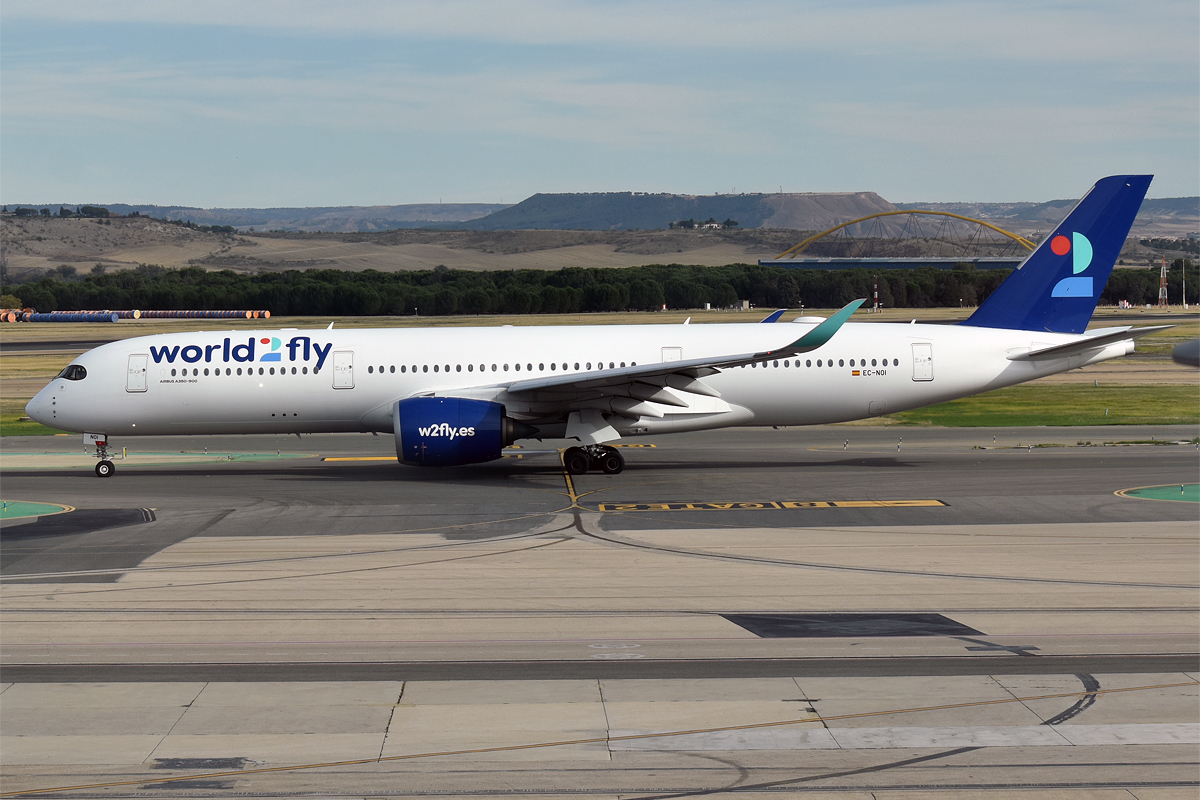
Um Airbus A350-900 de World2Fly.

Em 2024, a frota da World2Fly incluía as seguintes aeronaves:
| Aeronave        | Em Serviço | Pedidos | Passageiros | Notas                                      |
| --------------- | ---------- | ------- | ----------- | ------------------------------------------ |
| Airbus A330-300 | -          | 1       | 388         | (CS-WFP) A operar como World2fly Portugal. |
| Airbus A350-900 | 3          | -       | 432         |                                            |
| Total           | 3          | 1       |             |                                            |